# Émile Bidault
Pour les articles homonymes, voir Bidault.
Émile Bidault (né à Palaiseau le 29 mai 1869 et mort à Paris 3e le 28 janvier 1938) était un militant anarchiste français, animateur avec Joseph Tortelier de la Ligue des antipatriotes.
Il fut l'éditeur de La Brochure mensuelle (1923-1938) avant de devenir en 1934 le gérant de La Conquête du pain, revue libertaire ouverte à toutes les tendances de l'anarchisme.